# Авраменко Дмитро Костянтинович
Авраменко Дмитро Костянтинович (нар. ПОМИЛКОВИЙ ФОРМАТ, Луцьк, Українська РСР) — український дизайнер, педагог, науковець, громадський активіст, волонтер. Випускник Луцького Державного технічного університету (2005). Працював у Луцькому державному технічному університеті (2005-2019); Волинський національний університет імені Лесі Українки (2019)

## Життєпис
У 2000-2005 рр. навчався в Луцькому Державному технічному університету (нині Луцький НТУ) на факультет будівництва та дизайну, спеціальність «Дизайн» освітньо-кваліфікаційний рівень: магістр (диплом з відзнакою ВС №28066846).
З 28.08.2005 р. - 1.06.2012 р. – асистент кафедри дизайну Луцького Державного технічного університету;
Протягом 2006-2011 р. заочно навчався в аспірантурі Харківської державної академії дизайну і мистецтв за спеціальністю 17.00.07 «Дизайн» де у  2012 році захистив кандидатську дисертацію у спеціалізованій вченій раді К 64.109.01 на тему: «Дизайн сучасної зовнішньої реклами в Україні: принципи формотворення». Того ж року переведений на посаду старшого викладача кафедри дизайну Луцького НТУ [Архівовано 18 листопада 2021 у Wayback Machine.].
Перший на Волині кандидат мистецтвознавства зі спеціальності 17.00.07 «Дизайн». З 1.06.2012 р. – 1.06.2013 р. – старший викладач кафедри дизайну Луцького Національного технічного університету;
У 22.12.2014 р. рішенням Атестаційної колегії присвоєно вчене звання доцента кафедри дизайну (атестат доцента 12ДЦ №040425);
З 1.09.2019 р. доцент кафедри образотворчого мистецтва Східноєвропейського національного університету імені Лесі Українки.
Протягом усього періоду викладання в університеті постійно змінював і удосконалював програму навчання «Основи композиції», «Комп’ютерне проектування», «Основи методики дизайну».
З 16 червня 2020 р. є завідувачем кафедри образотворчого мистецтва та дизайну Східноєвропейського національного університету імені Лесі Українки.
З 25 березня 2021 р. ініціював створення і очолив кафедру дизайну Волинського національного університету імені Лесі Українки.

## Практична і професійний діяльність
У період навчання в Луцькому Державному технічному університету обіймав посаду штатного дизайнера: ТзОВ «Пакко Холдинг» (2003-2004); ТзОВ «Креатив+» (2004-2005).
Паралельно з навчанням в аспірантурі і педагогічною роботою в Луцькому НТУ розробляв дизайн для різноманітних підприємств «ЛРЗ «Мотор», «Луцьксантехмонтаж», «Патрульна поліція Луцька», «ЛДБК», «Інвестор» та інші.  
З 2016 року активно співпрацює з інтернет-виданнями та медіа групами Волинської області, а саме: «СІД меді груп» (2016-2007); «Волинь24» медіа холдинг» (2017-2018) «12 канал» (2018).

## Грантова, громадська і волонтерська діяльність
Окрім наукової, педагогічної і практичної діяльності Дмитро Авраменко активно бере участь в грантовий програмах а саме:
- перемога в грантовій програмі DREAMactions від фонду CANactions та WNISEF  з темою «Тактильна карта історичної частини Луцька для людей із вадами зору» (2018);
- перемога у конкурсу соціальних проектів туристичного спрямування «Світло-тіньова карта» який організовувала British Council Україна (2018) .
- розробка першого в Україні «Географічного атласу для незрячих» спільно з громадською організацією «Fight For Right» за підтримки проекту «Гастролі добрих речей» та Українській Біржі Благодійності .
- участь у проекті гендерний моніторинг журналістських матеріалів регіональних видань що проводиться у межах проекту «Гендерний простір сучасної журналістики: від теорії до практики», що реалізовується Волинським прес-клубом у партнерстві з Гендерним центром, Незалежною громадською мережею прес-клубів України та за підтримки проекту USAID «Медійна програма в Україні», що реалізується міжнародною організацією Internews (2018-2021).

## Наукова діяльність
Член спеціалізованої вченої ради К 35.052.25 із спеціальності 17.00.07 «Дизайн» у «Національному університеті «Львівська політехніка» (2020-2021).
Експерт Національного агентства із забезпечення якості вищої освіти із спеціальності 17.00.07 «Дизайн» (з 2019) .

## Нагороди
Почесна грамота Луцької міської ради (2008 р.);
Почесні грамоти Луцького НТУ (2017 р., 2019 р.).
Грамота Спілки дизайнерів України (2022 р.)

## Наукові інтереси
Інновації і альтернативні рішення в дизайні предметно-просторового середовища. Синтез дизайну і мистецтв.

## Членство в офіційних наукових товариствах
З 2019 р. член спілки дизайнерів України, посвідчення №1999. 

## Сім'я
Дружина - Авраменко Вікторія Володимирівна (з 2007). Виховує доньку і сина.